# Lipiany
Lipiany (deutsch Lippehne) ist eine Kleinstadt im Powiat Pyrzycki der polnischen Woiwodschaft Westpommern. Sie ist Sitz der gleichnamigen Stadt-und-Land-Gemeinde mit 5794 Einwohnern (Stand 31. Dezember 2020).

## Geographische Lage
Die Stadt liegt in der Neumark, etwa 52 Kilometer südsüdöstlich von Stettin zwischen den Seen Jezioro Lipiańskie (Nördlicher Lipiańskiesee) und Jezioro Kościelne (Kirchensee, deutsch: Kloppsee).

## Geschichte
Lippehne wird erstmals im Jahre 1269 als Hauptort des pommerschen Landes Lippehne („terra Lipene“) genannt. Ein „Land Lippehne“  wird 1233 urkundlich erwähnt, als Bischof Konrad II. von Cammin dem neu errichteten Kloster Chorin 100 Hufen in terra, quae slavice Lipana nuncupatur, schenkt.   Damit könnte jedoch auch das westlich der Oder gelegene Dorf Liepe gemeint gewesen sein.

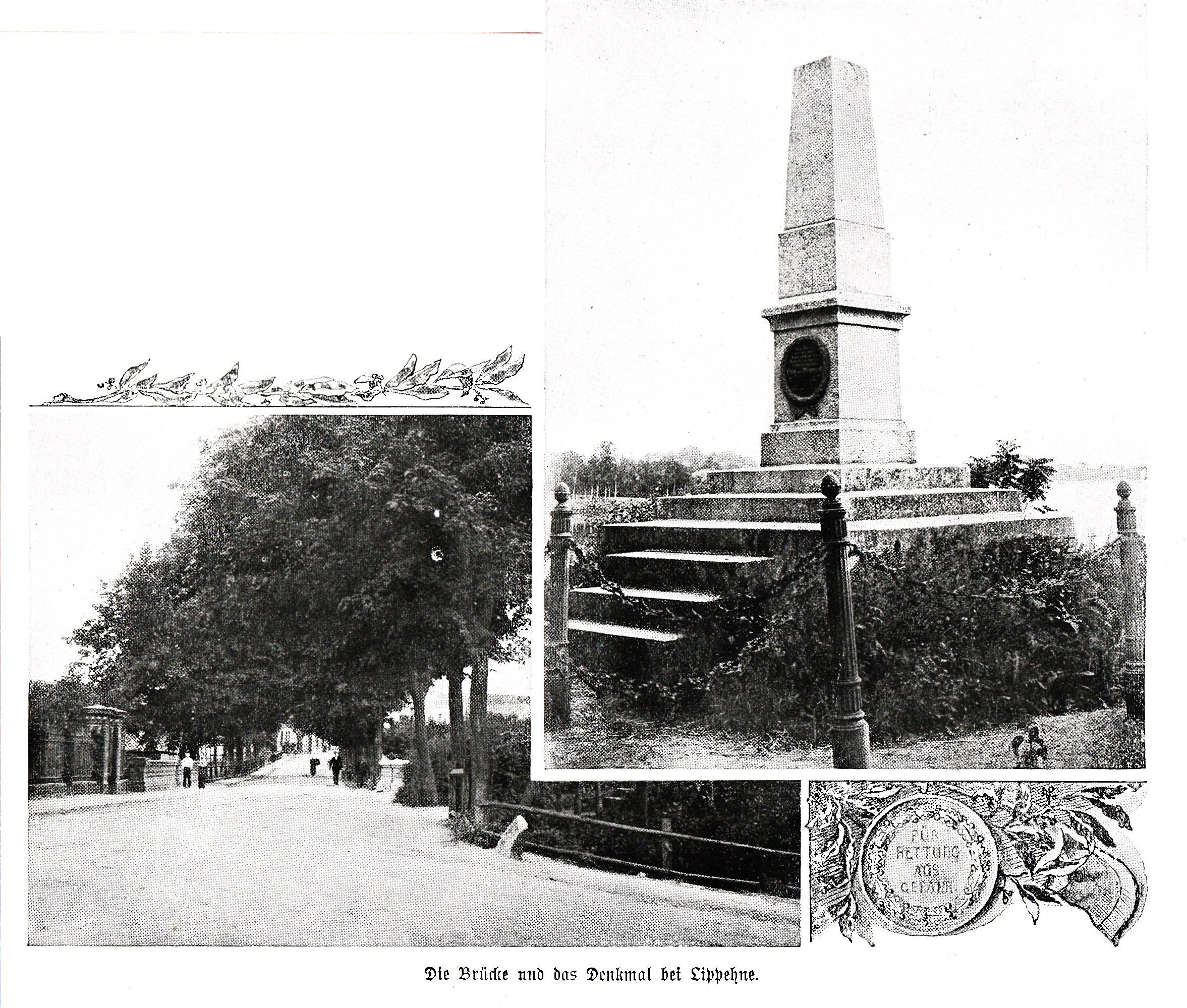
Lippehne mit Brücke und Bismarcksäule (Monument zu Ehren Bismarcks nach dessen Rettungstat 1842)

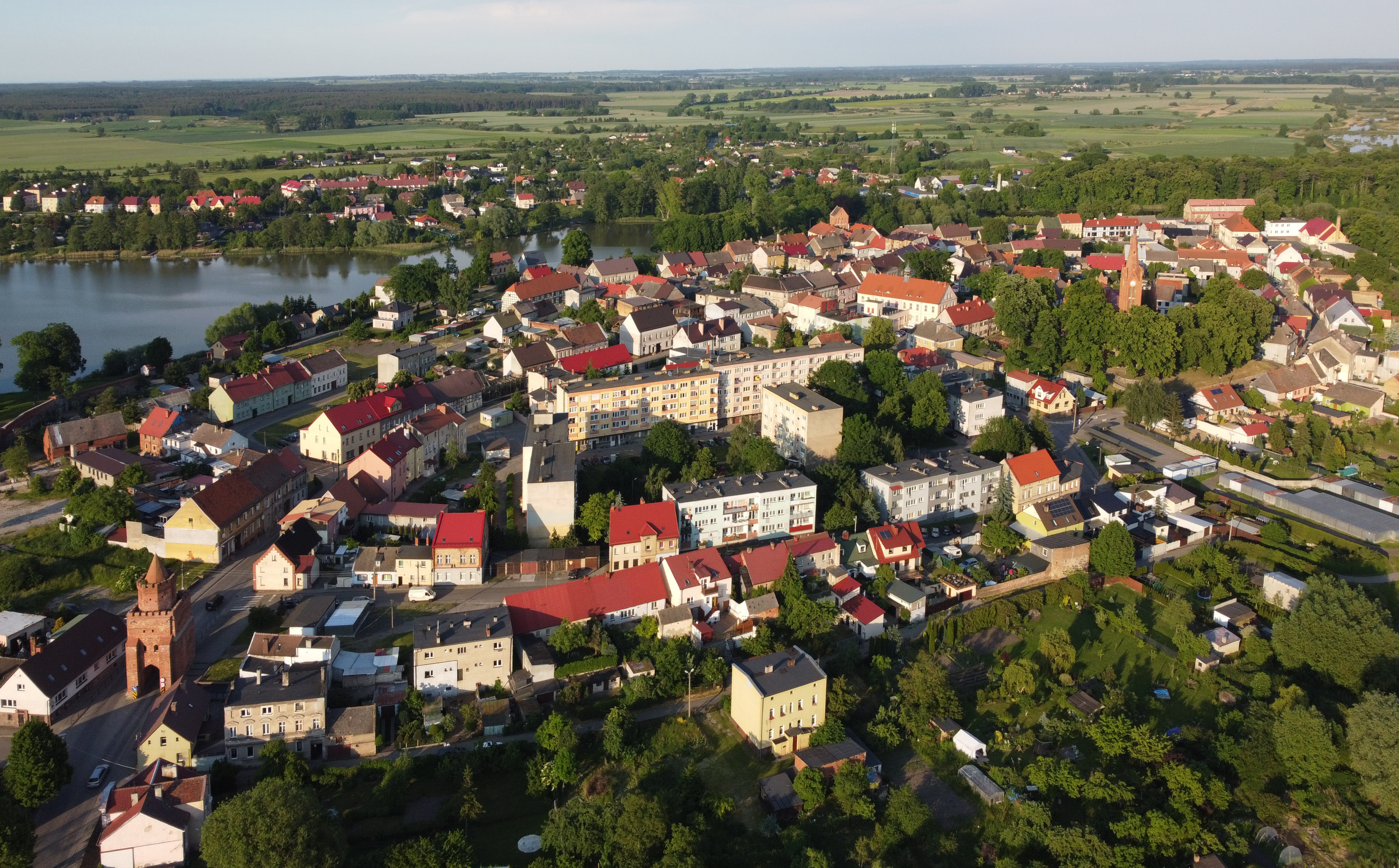
Altstadt von Lipiany

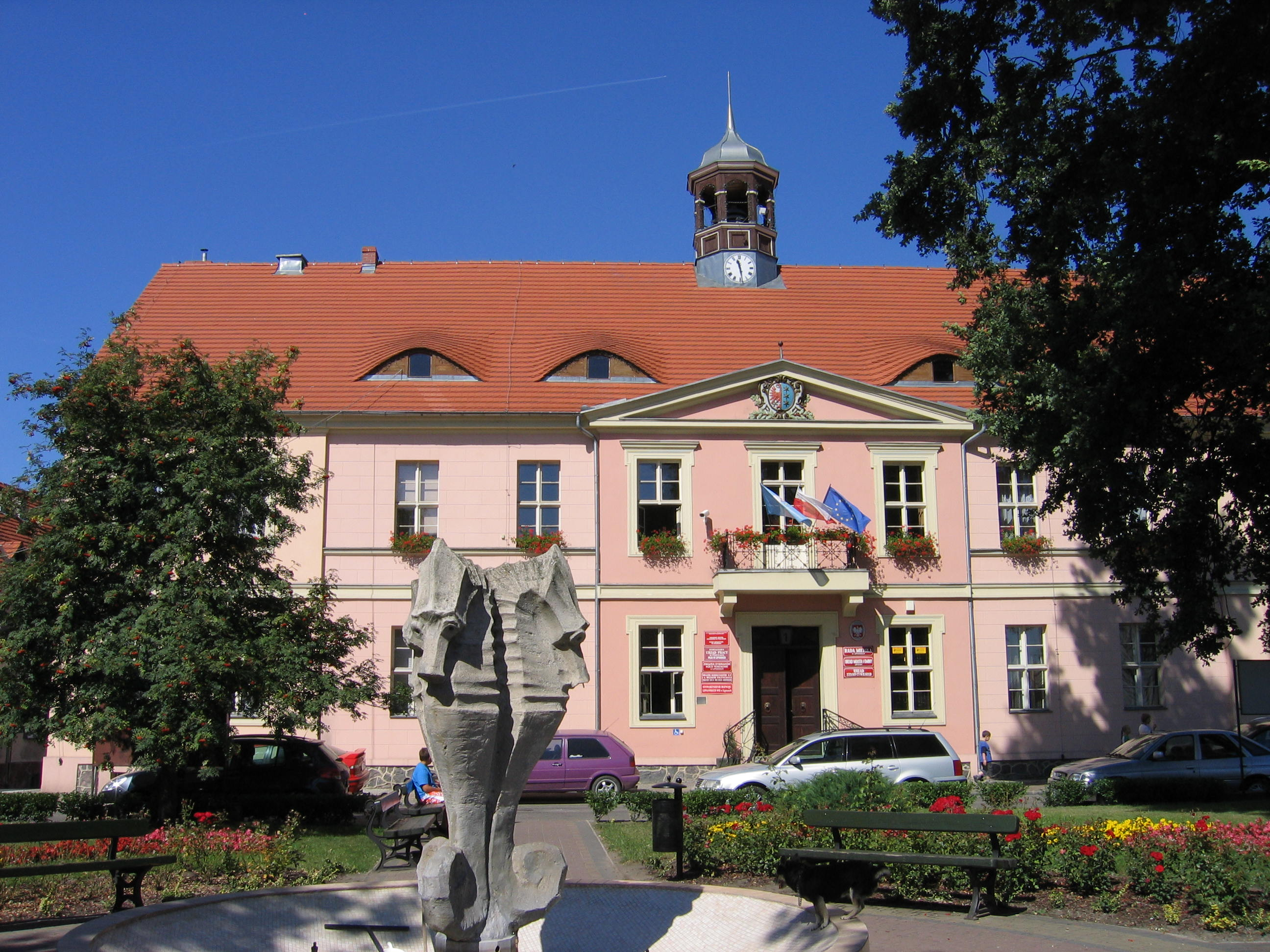
Rathaus

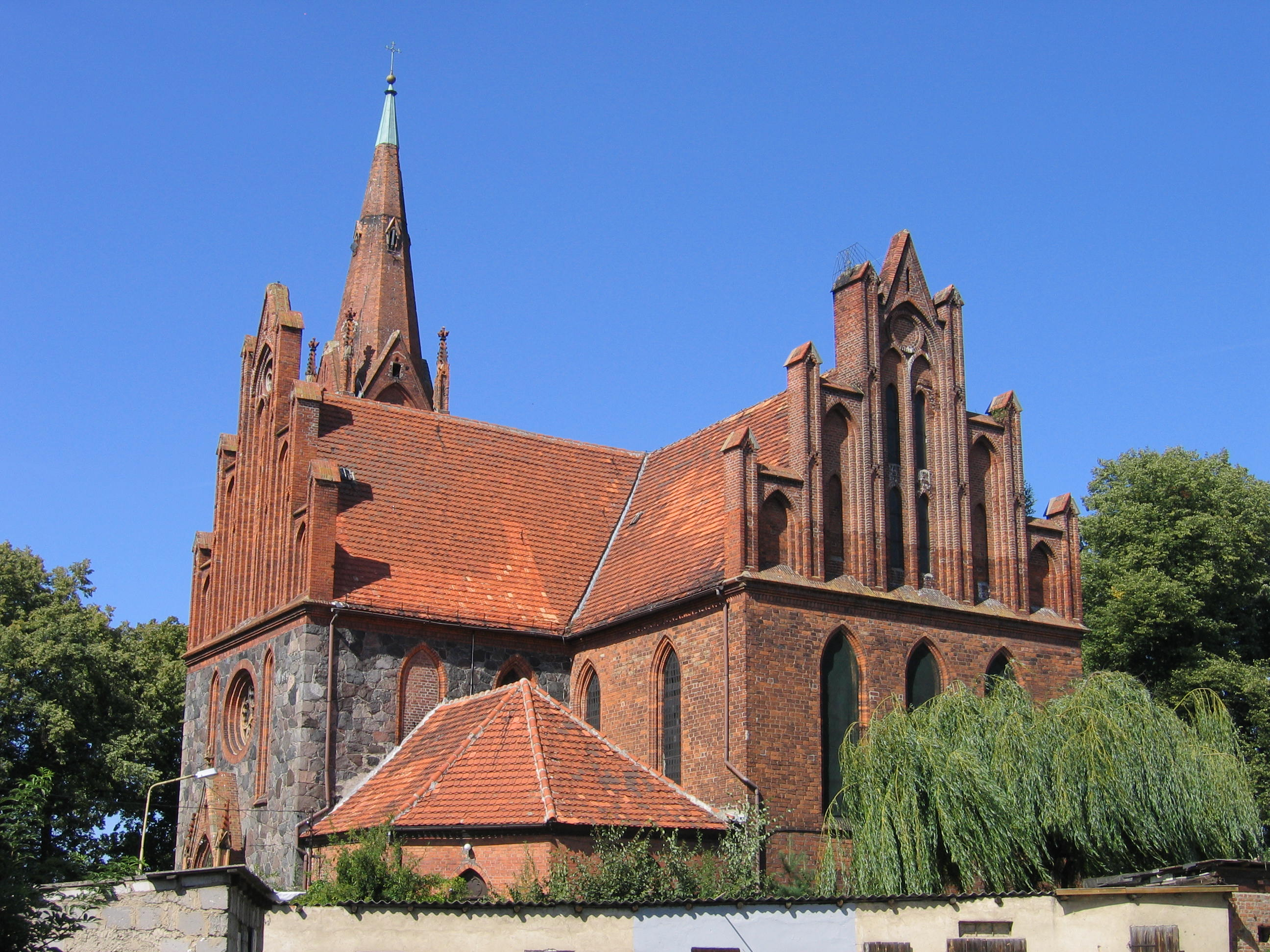
Pfarrkirche Mariä Himmelfahrt

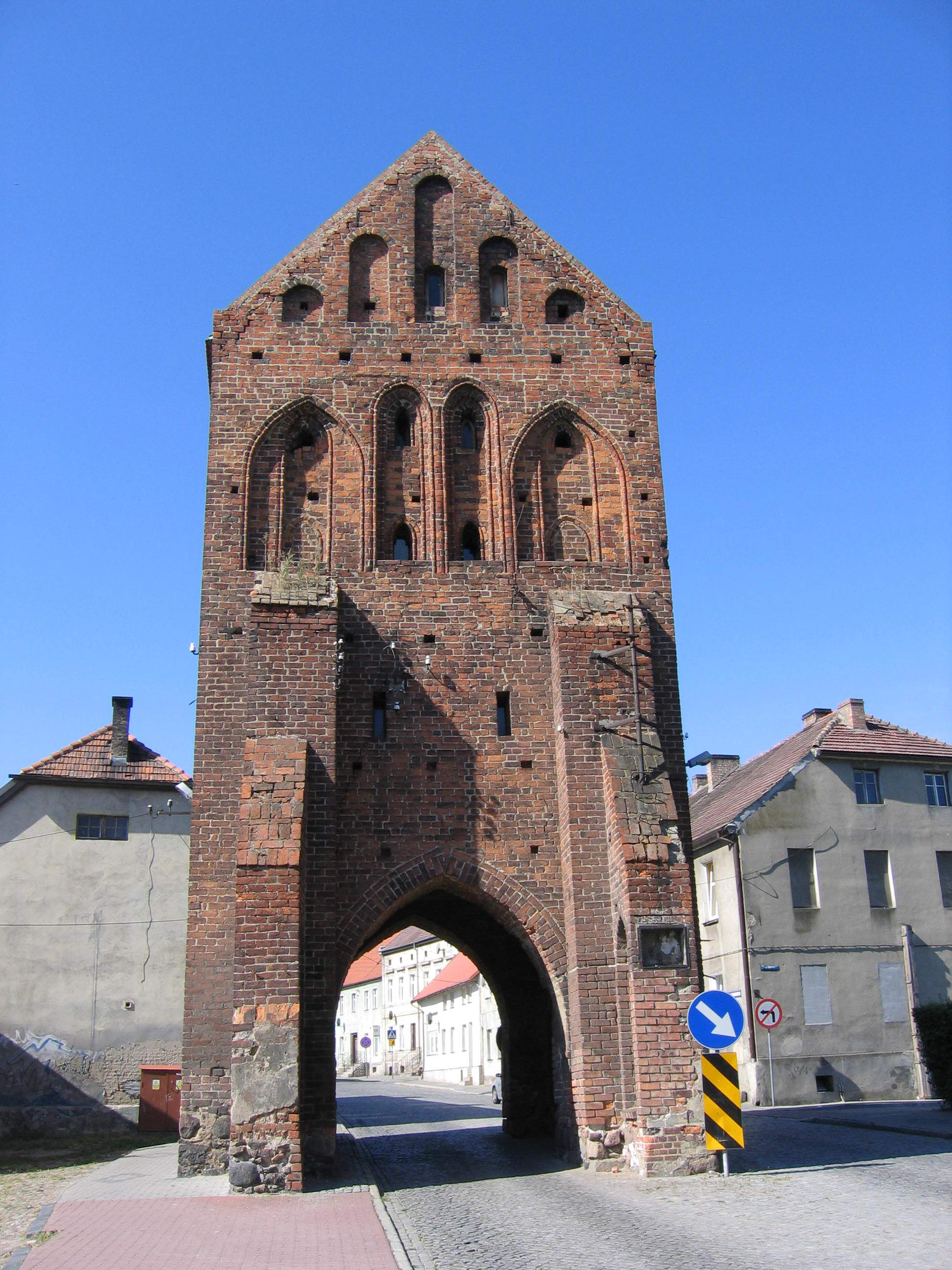
Soldiner Tor

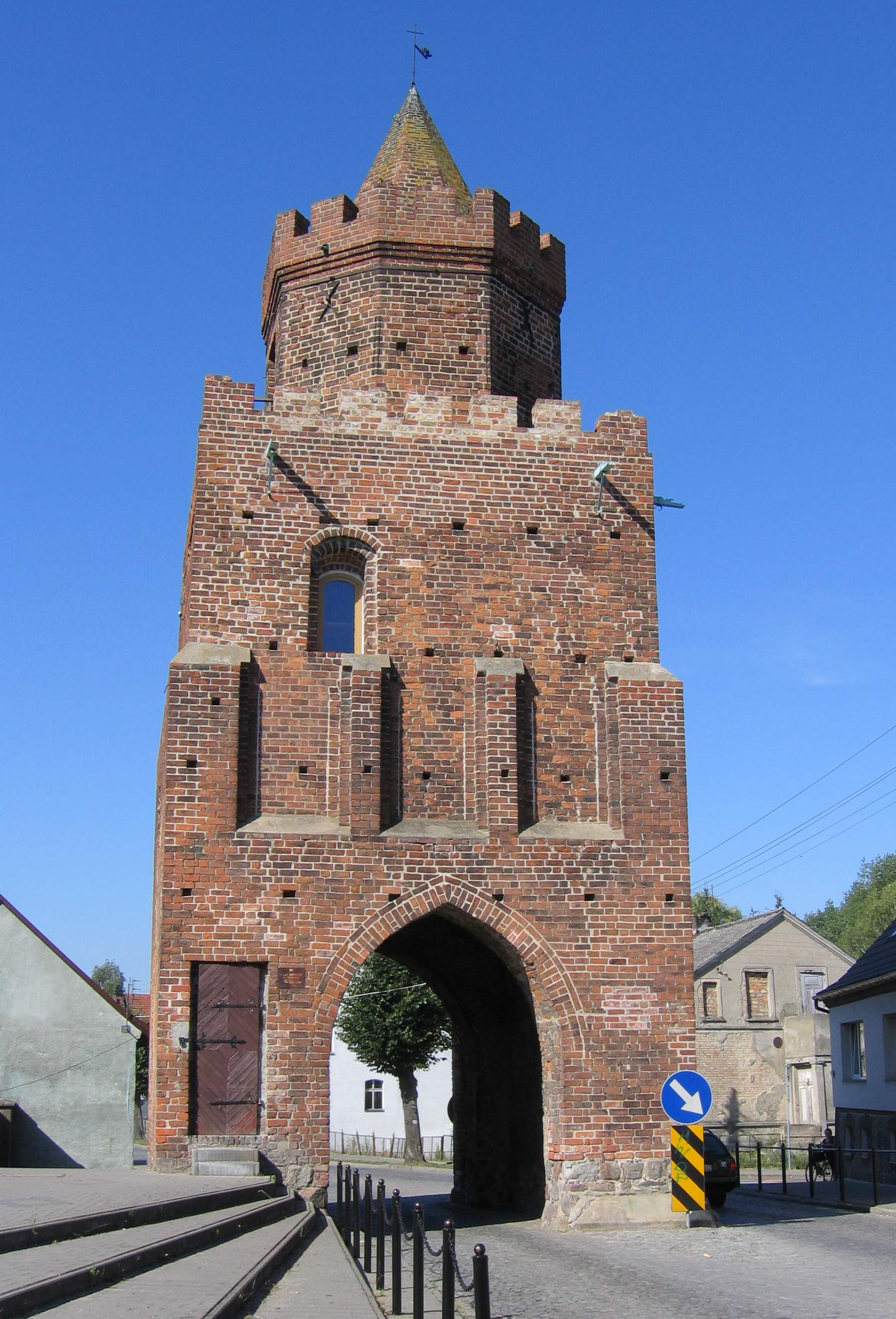
Pyritzer Tor

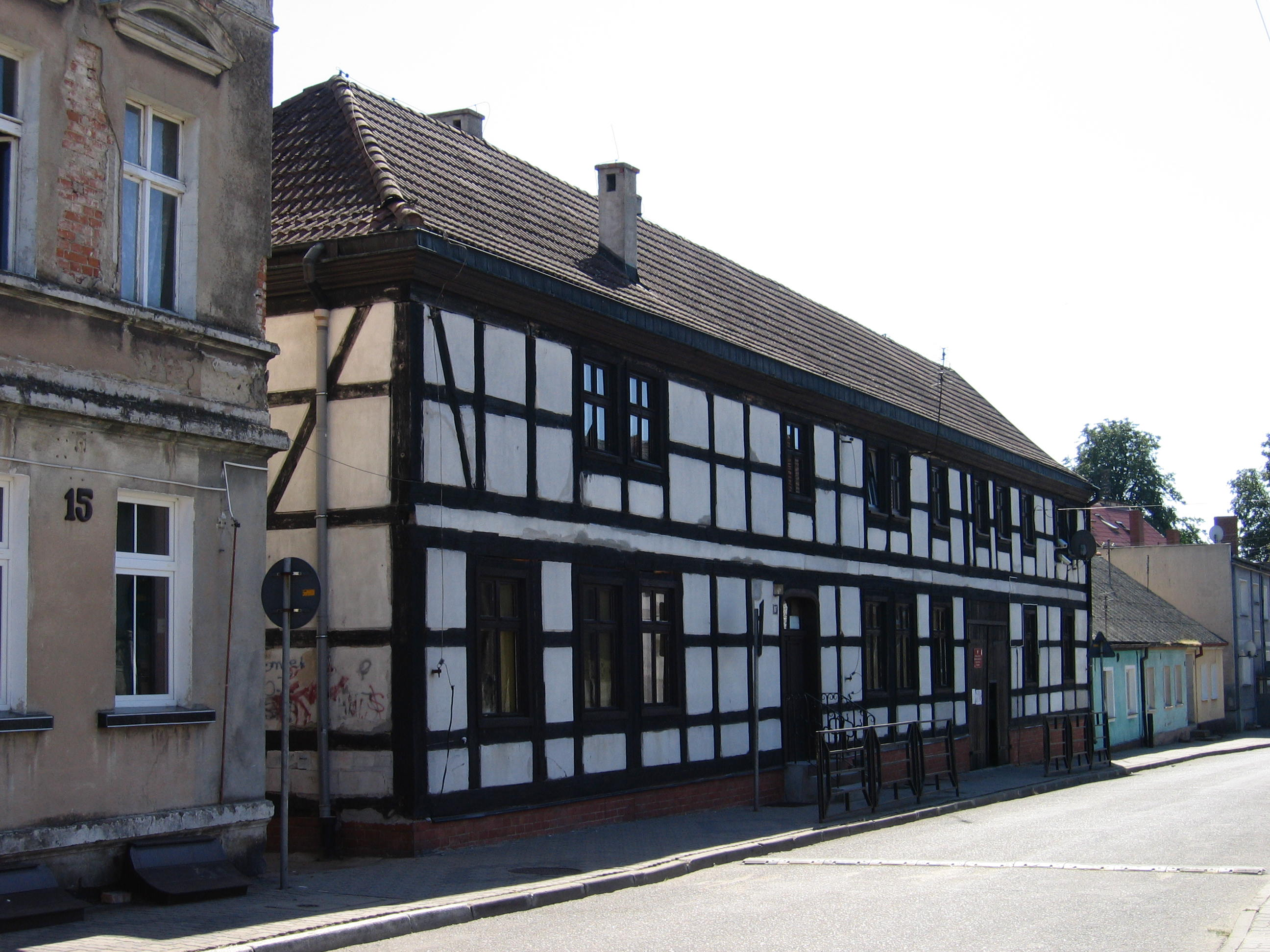
Stadtbibliothek

Bereits 1276 verkaufte der pommersche Bischof Hermann von Gleichen in Cammin das Land Lippehne für 3000 Mark Silber an die Markgrafen von Brandenburg Johann II., Otto IV. und Konrad I. aus dem Geschlecht der Askanier. Eine pommersche Burg als Zentrum des Landes Lippehne ist archäologisch nicht nachgewiesen; es spricht aber einiges dafür, dass in Lippehne eine voraskanische Burg gestanden hat. 1276 wurde der Ort als Lyppen bezeichnet. 1302 bekam Lippehne das Stadtrecht. Eine Burg ist in Lippehne mit Sicherheit erst für 1373 bezeugt. Von 1402 bis 1455 war Lippehne im Eigentum des Deutschen Ordens, der die Neumark erwarb. Ab 1455 war die Neumark, wie auch Lippehne wieder zurück in brandenburgischer Herrschaft. Verwüstungen in Stadt und Land richteten 1433 die Hussiten und 1467 pommerschen Herzögen Erich II. und Wartislaw X. an. Am 24. April 1616 brannte die Stadt völlig nieder und 1623 wurde die Stadt wiederholt ein Opfer des Feuers.
Im Jahr 1791 erbaute die jüdische Gemeinde ihre Synagoge, 1890 waren in Lippehne von 3911 Einwohnern 45 Juden. Auf dem verwüsteten jüdischen Friedhof befindet sich das Grab Moses Moser, einem der engsten Freunde Heinrich Heines.
Das Rathaus von Lippehne entstand zwischen 1828 und 1829.  Haupteinnahmequellen der Bevölkerung waren in der ersten Hälfte des  19. Jahrhunderts die Fischerei, die Gerberei und die Tuchmacherei. Lippehne war wegen seines üppigen und reichhaltigen Angebots an Speisefischen regional berühmt.
Im Jahre 1881/82 erhielt Lippehne einen Eisenbahnanschluss an der Bahnstrecke von Stargard in Pommern nach Küstrin. Der Personenverkehr auf dieser Strecke wurde am 3. April 2000 aus Rentabilitätsgründen geschlossen, später auch der Güterverkehr. Dieser jedoch konnte am 1. Juni 2005 wieder eröffnet werden, wurde aber mittlerweile wieder eingestellt. Ab dem Jahre 1900 wurden Wasserleitung und Kanalisation verlegt. Ab 1920 gab es auch Elektrizität in der Stadt. 1939 lebten 4374 Einwohner in Lippehne.
Bis 1945 gehörte die Stadt zum Landkreis Soldin in der preußischen Provinz Brandenburg und war Sitz des Amtsgerichtes Lippehne.
Gegen Ende des Zweiten Weltkriegs eroberte die Rote Armee Lippehne am Abend des 30. Januar 1945. Ende Mai 1945 unterstellte sie die nur geringfügig zerstöre Stadt der Verwaltung der Volksrepublik Polen. Diese benannte den Ort in Lipiany um und vertrieb am 4. Juli 1945 im Zuge der „wilden Vertreibungen“ die Einwohner, um sie in der Folgezeit durch Polen zu ersetzen.

### Demographie
| Jahr | Einwohner | Anmerkungen                                                                                    |
| ---- | --------- | ---------------------------------------------------------------------------------------------- |
| 1719 | –         | 90 Häuser mit Ziegeldach, 78 Häuser mit Strohdach und vier wüste Stellen                       |
| 1750 | 1263      | [ 14 ] [ 7 ] [ 13 ]                                                                            |
| 1800 | 1617      | in 286 Wohnhäusern (300 Militärpersonen)                                                       |
| 1801 | 1617      | 283 Häuser mit Ziegeldach, drei Häuser mit Strohdach und 143 Scheunen                          |
| 1802 | 1640      | [ 9 ]                                                                                          |
| 1810 | 1584      | [ 9 ]                                                                                          |
| 1816 | 1749      | davon 1677 Evangelische, sieben Katholiken und 65 Juden (vier Schullehrer und -lehrerinnen)    |
| 1821 | 1948      | in 288 Privatwohnhäusern                                                                       |
| 1842 | 2525      | [ 13 ]                                                                                         |
| 1850 | 2920      | darunter 78 Juden, die eine 1791 erbaut Synagoge besitzen, 322 Wohnhäuser (eine Militärperson) |
| 1855 | 2901      | darunter fünf Katholiken und 71 Juden, in 323 Häusern                                          |
| 1858 | 3038      | [ 13 ]                                                                                         |
| 1867 | 3215      | am 3. Dezember                                                                                 |
| 1871 | 3379      | am 1. Dezember, davon 3282 Evangelische, 13 Katholiken und 84 Juden                            |
| 1875 | 3563      | [ 16 ]                                                                                         |
| 1880 | 3813      | [ 16 ]                                                                                         |
| 1890 | 3911      | davon zwölf Katholiken und 45 Juden                                                            |
| 1900 | 3878      | meist Evangelische                                                                             |
| 1910 | 4056      | am 1. Dezember                                                                                 |
| 1933 | 4531      | [ 16 ]                                                                                         |
| 1939 | 4380      | [ 16 ]                                                                                         |

| Jahr | Einwohner | Anmerkungen    |
| ---- | --------- | -------------- |
| 2020 | 3877      | am 31 Dezember |

## Sehenswürdigkeiten
Das historische Stadtbild von Lipiany blieb nach den relativ geringen Zerstörungen am Ende des Zweiten Weltkriegs fast geschlossen erhalten. Bemerkenswert sind
- die römisch-katholische Pfarrkirche Mariä Himmelfahrt, ein gotischer Hallenbau aus der Wende vom 13. zum 14. Jahrhundert, erbaut aus Granitblöcken und Backsteinen und 1863 umfassend im neugotischen Stil umgebaut. Die bis 1945 evangelische Stadtkirche besteht aus Chor, Langhaus, Querschiff und einem hohen Turm. In den Chorwänden sind Fragmente der Steinmauern des Vorgängerbaus erhalten geblieben. Im Inneren gibt es farbige Gewölbe und eine gotische St.-Petrus-Skulptur aus dem 15. Jahrhundert. Im Turm befindet sich eine Gedenktafel aus dem Jahr 1990, die an den 50. Jahrestag der großen Deportation von Polen aus den östlichen Grenzgebieten nach Sibirien durch das NKWD erinnert.
- das in der zweiten Hälfte des 18. Jahrhunderts im barock-klassizistischen Stil erbaute Rathaus am Marktplatz (Plac Wolności, deutsch: Freiheitsplatz). An der Seitenwand des Gebäudes befindet sich ein Brunnen mit einem Flachrelief, das die Stadtbewohner beim Trinken des berühmten Lippehner Bieres darstellt.
- Reste der mittelalterlichen Stadtmauer am nordöstlichen Rand der Altstadt mit zwei im Stil der Backsteingotik im 15. Jahrhundert erbauten Toren, dem Brama Myśliborska (Soldiner Tor) und dem Brama Pyrzycka (Pyritzer Tor).
- Fachwerkhäuser aus dem 18. Jahrhundert, wie das Gebäude der Stadtbibliothek.

## Gemeinde
Zur Stadt-und-Land-Gemeinde (gmina miejsko-wiejska) Lipiany gehören die Stadt selbst und 12 Dörfer mit Schulzenämtern.

## Persönlichkeiten
- Karl August von Schaeffer, preußischer Generalmajor, starb am 20. Februar 1827 in Lippehne
- Moses Moser (1797–1838), Bankier
- Otto von Bismarck, Ehrenbürger am 12. Juli 1886.[20]
- Leopold von Münchow (1884–1945), Kavallerie- und Heeresoffizier, Gründer und Reichsführer des Jungsturms
- Karlheinz Kasper (* 1933), Slawist, Hochschullehrer